# Ричланд (Ајова)
Ричланд (енгл. Richland) град је у америчкој савезној држави Ајова. По попису становништва из 2010. у њему је живело 584 становника.

## Демографија
Према попису становништва из 2010. у граду је живело 584 становника, што је -3 (-0.5%) становника више него 2000. године.
| Група             | 2000.       | 2010.       |
| Белци             | 579 (98,6%) | 575 (98,5%) |
| Афроамериканци    | 0 (0,0%)    | 2 (0,3%)    |
| Азијати           | 0 (0,0%)    | 0 (0,0%)    |
| Хиспаноамериканци | 6 (1,0%)    | 2 (0,3%)    |
| Укупно            | 587         | 584         |